# Xysticus anatolicus
Xysticus anatolicus là một loài nhện trong họ Thomisidae.
Loài này thuộc chi Xysticus. Xysticus anatolicus được miêu tả năm 2008 bởi Demir, Aktas & Topçu.